# Anatoly Polishchuk
Anatoliy Antonovich Polishchuk (em ucraniano:  Анатолій Антонович Поліщук; Velyki Mezhyrichi, 11 de janeiro de 1950 – 7 de junho de 2016) foi um jogador de voleibol que competiu pela União Soviética.
Integrou a equipe soviética que conquistou a medalha de prata no torneio nos Jogos Olímpicos de Montreal de 1976, no qual jogou em cinco partidas. Foi também campeão do Campeonato Mundial Masculino de 1978.